# ميلاني جريفيث

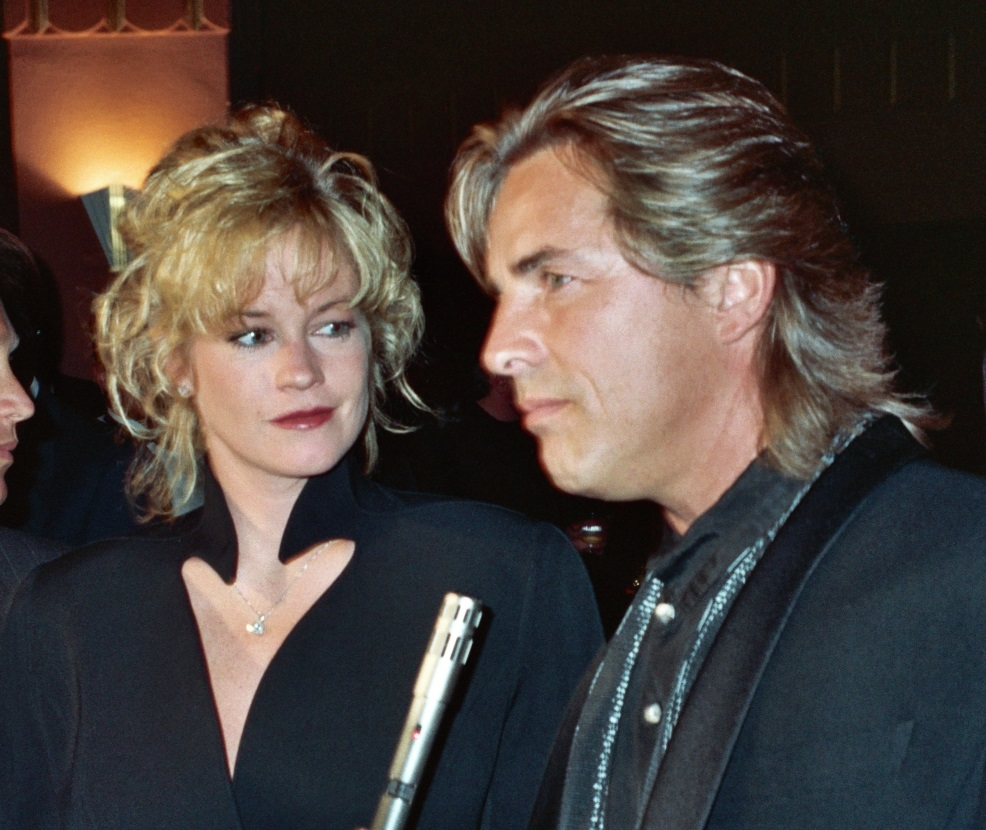
دون جونسون وميلاني جريفيث عام 1990

ميلاني غريفيث (بالإنجليزية: Melanie Griffith)‏ (9 أغسطس 1957 - ) ممثلة أمريكية، حاصلة على جائزة الغولدن غلوب 1988 لأفضل ممثلة عن دورها في فيلم فتاة عاملة.

## الأعمال
- ميلاجرو
- الفتاة العاملة
- لوليتا
- شهرة
- ستيوارت ليتل 2
- مغامرات سامي
- مضيق جولدن جيت
- الدجاجة الآلية
- هاواي فايف أو

## مواقع خارجية
- ميلاني جريفيث على موقع IMDb (الإنجليزية)
- ميلاني جريفيث على موقع ميتاكريتيك (الإنجليزية)
- ميلاني جريفيث على موقع الموسوعة البريطانية (الإنجليزية)
- ميلاني جريفيث على موقع روتن توميتوز (الإنجليزية)
- ميلاني جريفيث على موقع مونزينجر (الألمانية)
- ميلاني جريفيث على موقع قاعدة بيانات الأفلام العربية
- ميلاني جريفيث على موقع ألو سيني (الفرنسية)
- ميلاني جريفيث على موقع ميوزك برينز (الإنجليزية)
- ميلاني جريفيث على موقع تيرنر كلاسيك موفيز (الإنجليزية)
- ميلاني جريفيث على موقع أول موفي (الإنجليزية)